# Laevophiloscia dongarrensis
Laevophiloscia dongarrensis är en kräftdjursart som beskrevs av Wahrberg1922. Laevophiloscia dongarrensis ingår i släktet Laevophiloscia och familjen Philosciidae. Inga underarter finns listade i Catalogue of Life.